# Baricitinib
Baricitinib ist ein immunsuppressiver und entzündungshemmender Arzneistoff aus der Wirkstoffgruppe der Januskinase-Inhibitoren. Als erster Vertreter dieser Gruppe (first in class) ist er in der Europäischen Union seit 2017, in den USA seit 2018, unter dem Namen Olumiant zugelassen zur oralen Behandlung von mittelschwerer bis schwerer aktiver rheumatoider Arthritis. 2020 folgte in der EU eine Erweiterung der Anwendungsgebiete um die Behandlung der atopischen Dermatitis (Neurodermitis), wenn eine systemische Therapie infrage kommt. Im Juni 2022 wurde Baricitinib als erstes Medikament zur Behandlung einer schwerwiegenden Form von kreisrundem Haarausfall (Alopecia areata) in der EU zugelassen.
Seit Mai 2022 ist Baricitinib in den USA zusätzlich zur Behandlung von COVID-19 bei hospitalisierten Erwachsenen zugelassen, die zusätzlichen Sauerstoff, mechanische Beatmung oder extrakorporaler Membranoxygenierung (ECMO) benötigen.
Die WHO empfiehlt Baricitinib seit dem 14. Januar 2022 zur Behandlung von COVID-19-Erkrankten. Diese Empfehlung basiert auf sieben Studien mit mehr als 4000 Patienten.

## Eigenschaften
Baricitinib ist ein Inhibitor (Hemmstoff) der Januskinasen (JAK). Er  wirkt selektiv und reversibel an der JAK1 und JAK2; die Wirksamkeit an der JAK3 oder Tyrosinkinase 2 (TYK2) ist nur gering. Januskinasen sind Enzyme, die Signale von Zytokinen und Wachstumsfaktoren von der Zelloberfläche ins Zellinnere weiterleiten. Ihre Unterdrückung verhindert, dass proinflammatorischen Zytokine wie IL-6, GM-CSF und INF-α/β eine Signalkaskade in Gang setzen, die für eine verstärkte Immunantwort und Entzündungsreaktionen verantwortlich sind. Baricitinib moduliert diese Signalwege, indem es die enzymatische Aktivität von JAK1 und JAK2 teilweise hemmt und damit die Phosphorylierung und Aktivierung von Signaltransduktoren und Aktivatoren der Transkription (STATs) reduziert.
Nach oraler Gabe wird Baricitinib rasch resorbiert, die Bioverfügbarkeit liegt bei ca. 79 %. Baricitinib wird zu weniger als 10 % metabolisch umgewandelt, die Biotransformation wird durch CYP3A4 vermittelt. Baricitinib wird zu 69 % unverändert über den Urin und zu 15 % über die Fäzes ausgeschieden.

## Therapeutische Verwendung

### Arthritis
In der Behandlung der mittelschweren bis schweren rheumatoiden Arthritis kommt Baricitinib zum Einsatz bei erwachsenen Patienten, die auf eine vorangegangene Behandlung mit einem oder mehreren krankheitsmodifizierenden Antirheumatika (disease-modifying antirheumatic drug, DMARD) unzureichend angesprochen oder diese nicht vertragen haben. Es kann allein oder in Kombination mit Methotrexat gegeben werden.

### Dermatologie
Zur Behandlung von mittelschwerer bis schwerer atopischer Dermatitis kann Baricitinib gleichzeitig mit oder ohne örtliche (topische) Therapie mit Corticosteroiden angewendet werden, die Wirksamkeit kann bei gleichzeitiger Gabe von topischen Corticosteroiden verbessert sein. Auch die Anwendung von topischen Calcineurin-Inhibitoren gleichzeitig zu Baricitinib ist möglich, sollte aber auf empfindliche Hautstellen (Gesicht, Hals, Genitalbereich, intertriginöse Bereiche) beschränkt werden. Im Juni 2022 erfolgte in der EU und den USA die Indikationserweiterung um die Behandlung schwerwiegender Alopecia Areata.

### COVID-19
Im Mai 2022 wurden in den USA durch die amerikanische Behörde Food and Drug Administration (FDA) die zugelassenen Anwendungsgebiete erweitert um die Behandlung von COVID-19 bei hospitalisierten Erwachsenen, die zusätzlichen Sauerstoff benötigen, mechanisch beatmet oder mittels extrakorporaler Membranoxygenierung (ECMO) versorgt werden. Vorangegangen war eine im November 2020 ausgesprochene Notfallzulassung zur Anwendung bei Kindern ab 2 Jahren und Erwachsenen mit bestätigter COVID-19-Erkrankung bei hospitalisierten Patienten mit schwerem Krankheitsverlauf. Dazu musste Baricitinib zusammen mit dem antiviralen Wirkstoff Remdesivir verabreicht werden. Die Genehmigung durch die FDA beruhte auf Ergebnissen der ACTT-2-Studie, in der die Kombination aus Baricitinib und Remdesivir bei moderat bis schwer erkrankten Covid-19-Patienten untersucht wurde. Unter der Kombinationstherapie erholten sich die Patienten rund einen Tag rascher als unter der Behandlung mit Remdesivir allein, nämlich in sieben statt acht Tagen. Die Kombination war ferner mit weniger schwerwiegenden unerwünschten Ereignissen verbunden. Im Juli 2021 wurde die Notfallzulassung geändert um Olumiant als eigenständige Behandlung zu genehmigen; sie besteht auch weiterhin für Patienten von 2 bis 18 Jahre. Einen bei der europäischen Arzneimittelagentur gestellten Antrag auf Erweiterung der zugelassenen Anwendungsgebiete um die Behandlung von COVID-19 bei Patienten ab einem Alter von 10 Jahren, dessen Begutachtung im April 2021 begonnen worden war, zog Lilly im Dezember 2022 zurück.

## Anwendungsbeschränkungen und Nebenwirkungen
Baricitinib ist in der Schwangerschaft kontraindiziert. Frauen im gebärfähigen Alter müssen während der Anwendung und nach Beendigung der Behandlung mindestens noch eine weitere Woche zuverlässig verhüten. Es ist nicht bekannt, ob Baricitinib in die Muttermilch übergeht. Jedoch zeigten Daten aus Tierversuchen einen Übertritt in die Muttermilch, sicherheitshalber sollte während einer Baricitinib-Einnahme nicht gestillt werden. Sehr häufige Nebenwirkungen in klinischen Studien waren Hypercholesterinämie und Infektionen der oberen Atemwege. Weiterhin traten häufig Übelkeit, Bauchschmerzen, Kopfschmerzen, Gürtelrose und Harnwegsinfektionen auf.